# Lijst van palpigradi
Onderstaande Lijst van palpigradi bevat alle beschreven Palpigradi van de wereld.
1. Allokoenenia afra Silvestri, 1913
2. Eukoenenia angusta (Hansen, 1901)
3. Eukoenenia ankaratrensis Rémy, 1960
4. Eukoenenia antanosa (Rémy, 1950)
5. Eukoenenia austriaca (Hansen, 1926)
6. Eukoenenia bara (Rémy, 1950)
7. Eukoenenia berlesei (Silvestri, 1903)
8. Eukoenenia bonadonai Condé, 1979
9. Eukoenenia bouilloni Condé, 1980
10. Eukoenenia brignolii Condé, 1979
11. Eukoenenia brolemanni (Hansen, 1926)
12. Eukoenenia chartoni (Rémy, 1950)
13. Eukoenenia christiani Condé, 1988
14. Eukoenenia condei Orghidan, Georgesco and Sârbu, 1982
15. Eukoenenia corozalensis Montaño and Francke, 2006
16. Eukoenenia deceptrix Rémy, 1960
17. Eukoenenia deleta Condé, 1992
18. Eukoenenia delphini (Rémy, 1950)
19. Eukoenenia depilata Rémy, 1960
20. Eukoenenia draco (Peyerimhoff, 1906)
21. Eukoenenia florenciae (Rucker, 1903)
22. Eukoenenia fossati Rémy, 1960
23. Eukoenenia gadorensis Mayoral and Barranco, 2002
24. Eukoenenia gasparoi Condé, 1988
25. Eukoenenia grafittii Condé and Heurtault, 1994
26. Eukoenenia grassii (Hansen, 1901)
27. Eukoenenia hanseni (Silvestri, 1913)
28. Eukoenenia hesperia (Rémy, 1953)
29. Eukoenenia hispanica (Peyerimhoff, 1908)
30. Eukoenenia improvisa Condé, 1979
31. Eukoenenia janetscheki Condé, 1993
32. Eukoenenia juberthiei Condé, 1974
33. Eukoenenia kenyana Condé, 1979
34. Eukoenenia lauteli (Rémy, 1950)
35. Eukoenenia lawrencei Rémy, 1957
36. Eukoenenia lienhardi Condé, 1989
37. Eukoenenia lyrifer Condé, 1992
38. Eukoenenia machadoi (Rémy, 1950)
39. Eukoenenia madeirae Strinati and Condé, 1995
40. Eukoenenia margaretae Orghidan, Georgesco and Sârbu, 1982
41. Eukoenenia maroccana Barranco and Mayoral, 2007
42. Eukoenenia maros Condé, 1992
43. Eukoenenia meridiana Rémy, 1960
44. Eukoenenia mirabilis (Grassi and Calandruccio, 1885)
45. Eukoenenia naxos Condé, 1990
46. Eukoenenia necessaria Rémy, 1960
47. Eukoenenia orghidani Condé and Juberthie, 1981
48. Eukoenenia patrizii (Condé, 1956)
49. Eukoenenia pauli Condé, 1979
50. Eukoenenia paulinae Condé, 1994
51. Eukoenenia pretneri Condé, 1977
52. Eukoenenia pyrenaella Condé, 1990
53. Eukoenenia pyrenaica (Hansen, 1926)
54. Eukoenenia remyi Condé, 1974
55. Eukoenenia roquetti (Mello-Leitão and Arlé, 1935)
56. Eukoenenia sakalava (Rémy, 1950)
57. Eukoenenia siamensis (Hansen, 1901)
58. Eukoenenia singhi Condé, 1989
59. Eukoenenia spelaea (Peyerimhoff, 1902)
60. Eukoenenia strinatii Condé, 1977
61. Eukoenenia subangusta (Silvestri, 1903)
62. Eukoenenia thais Condé, 1988
63. Eukoenenia trehai Börner, 1901
64. Koeneniodes berndi Condé, 1988
65. Koeneniodes deharvengi Condé, 1981
66. Koeneniodes frondiger Rémy, 1950
67. Koeneniodes leclerci Condé, 1992
68. Koeneniodes madecassus Rémy, 1950
69. Koeneniodes malagasorum Rémy, 1960
70. Koeneniodes notabilis Silvestri, 1913
71. Koeneniodes spiniger Silvestri, 1913
72. Leptokoenenia gerlachi Condé, 1965
73. Leptokoenenia scurra Condé, 1965
74. Prokoenenia asiatica Condé, 1994
75. Prokoenenia californica Silvestri, 1913
76. Prokoenenia celebica Condé, 1994
77. Prokoenenia chilensis (Hansen, 1901)
78. Prokoenenia javanica Condé, 1990
79. Prokoenenia wheeleri Börner, 1901
80. Triadokoenenia millotorum Condé, 1991